# Mélanie Leclerc
Mélanie Leclerc   (4 d'abril de 1977) és una cineasta i dibuixant quebequesa, autora de les novel·les gràfiques Contacts (2017) i Temps libre (2020).
Llicenciada en cinema i literatura i mare de tres fills, Leclerc recopilava idees per a un llibre i es decidí a executar-lo durant el tercer embaràs, ans que no tinguera temps: becada per la Union des écrivains du Québec, fon apadrinada per Michel Rabagliati (autor de Paul al Quebec) i en acabant s'inscrigué als tallers de còmic impartits per Jimmy Beaulieu, el qual li aconsellà utilitzar l'aquarel·la per compte del carbó.
L'obra resultant, Contacts, descriu la relació amb son pare, Martin Leclerc —càmera de l'Office national du film i fill major del cantautor Félix Leclerc, el qual també ix en la narració—, inspirada per altres novel·les gràfiques com Chichi no koyomi de Jirō Taniguchi i Fun Home d'Alison Bechdel, en les quals es relaten les biografies de sos pares. Autopublicada en la primera edició, Contacts guanyà el premi Bédélys Indépendant 2018 abans de ser reeditada per Mécanique i nominada al Premi Literari del Governador General i al Premi de la Crítica ACBD del Còmic Quebequés en 2019.
Després de guanyar el Grand Prix Bédéis Causa el 2020, el mateix any publicà Temps libre, una espècie d'autobiografia per a la qual s'inspirà en la família, els amics i el projecte de fer una pel·lícula sobre l'actriu Louise Vien-Mauffette.